# Iglesia de Täby

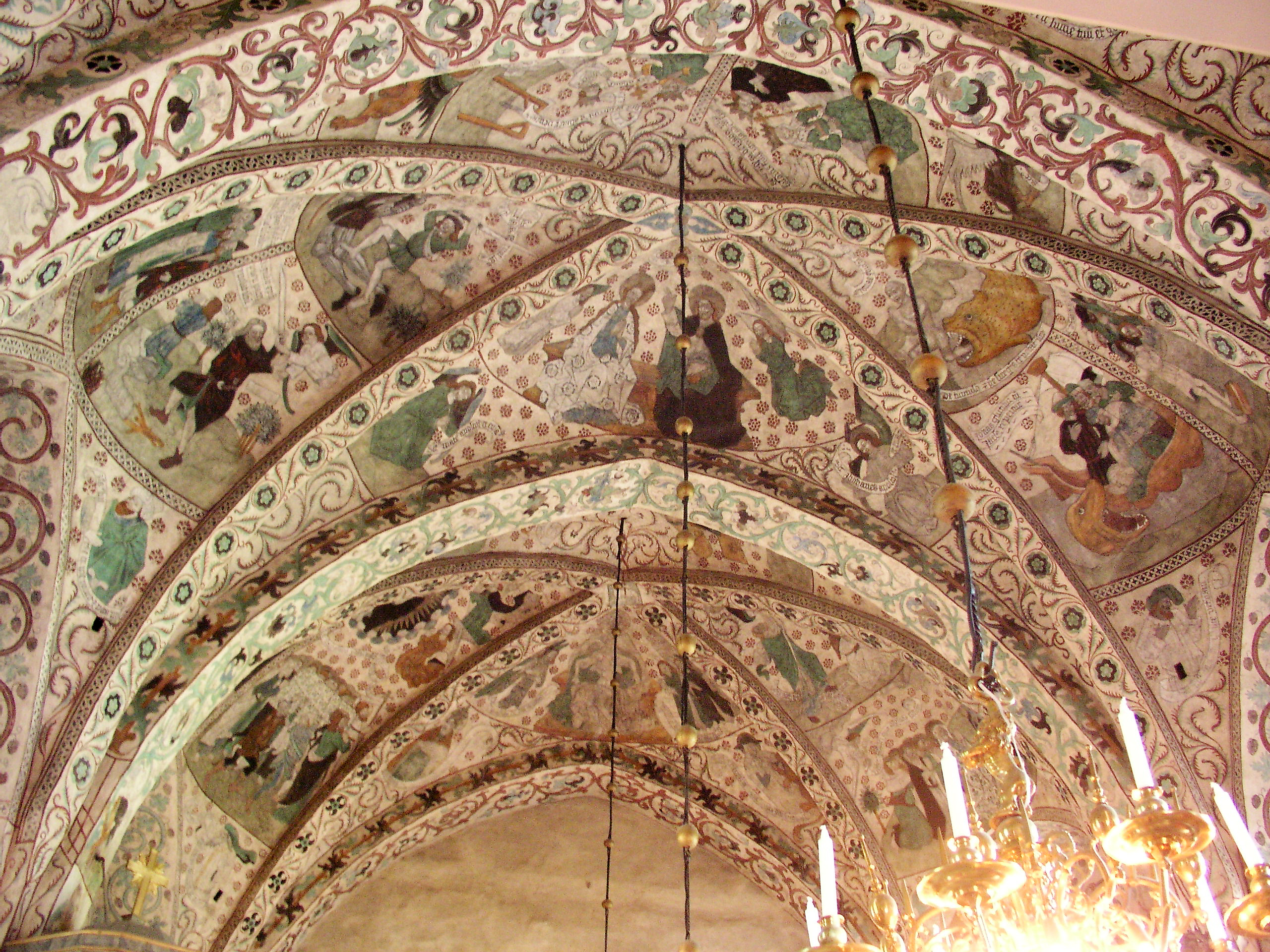
Techo da Iglesia de Täby, pinturas de Albertus Pictor.

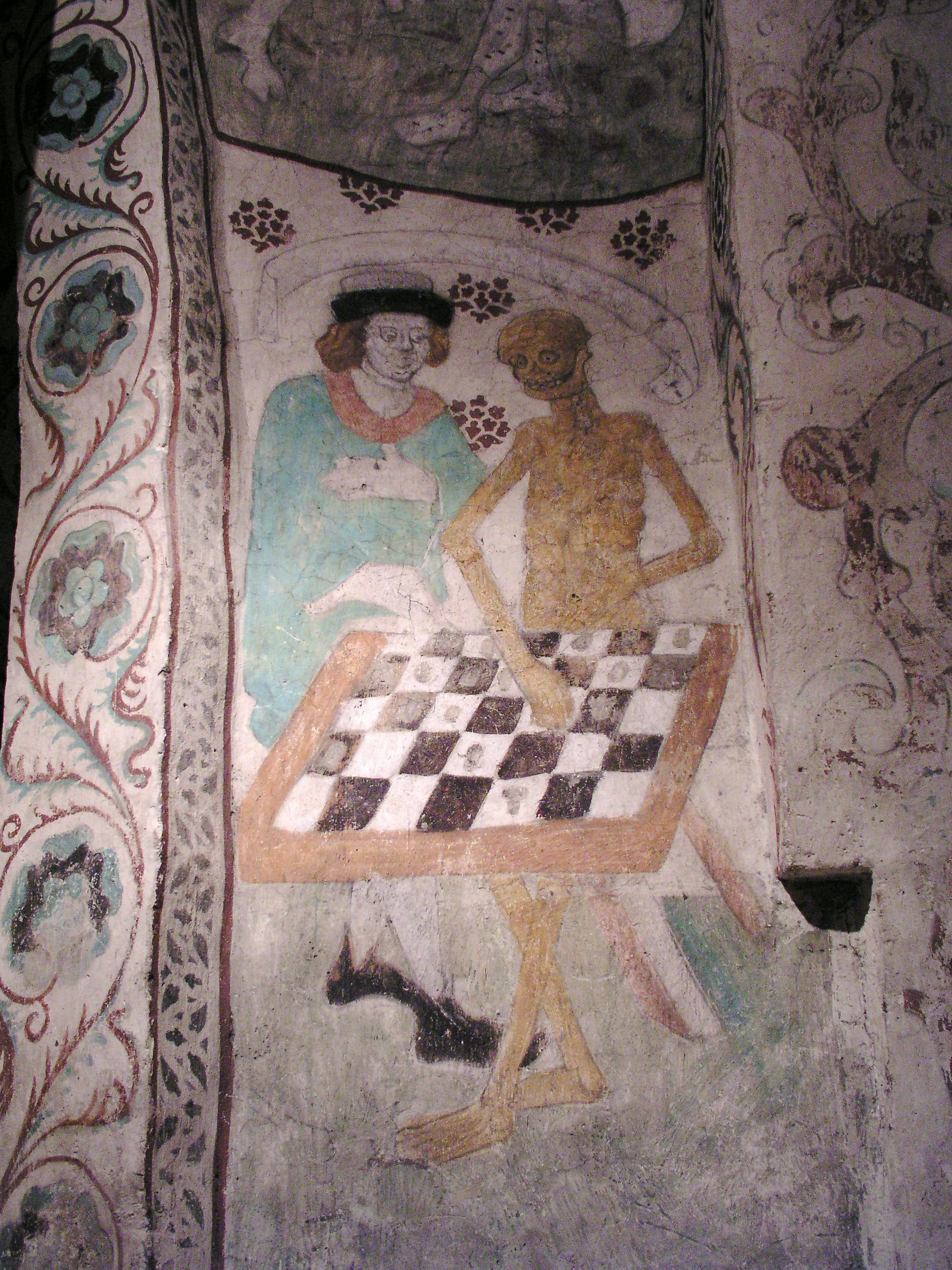
Pintura de Albertus Pictor en la iglesia de Täby.

La iglesia de Täby (en sueco: Täby kyrka) es una iglesia medieval ubicada en la comuna de Täby, en Uppland en la parte norte de la provincia de Estocolmo. Esta iglesia es bien conocida por sus contener las pinturas de Albertus Pictor.

## Historia
La iglesia es de la segunda mitad del siglo XIII.

## Pinturas
Las pinturas del techo Albertus Pictor son de los años 1480, y jamás estuvieron cubiertas. Es famosa la pintura de un hombre en una partida de ajedrez con la muerte, que pudiera ser la inspiración para Ingmar Bergman hacer su película The Seventh Seal. Todas las pinturas, según el pintor, tuvieron inspiración en la Biblia Pauperum, una colección de eventos de la Biblia. 
El púlpito es de los años 1630.